# 長崎市の地名
長崎市の地名では、長崎県長崎市の町名について記述する。
前半では、2017年現在、長崎市役所中央地域センターが管轄する町の詳細について記述する。他の地域センター管轄の町については、#他の地域センター管内を参照。

## 中央地域センター管内

### 市街地（旧長崎区）
上図は中心部の町境の変遷をGIFアニメーション化したものである。紫は住居表示未実施、黄色は実施した町である。
なお、大浦町・小曽根町・常盤町・浪の平町・東山手町・古河町・松が枝町・南山手町の各町は省略した。
1889年の市制施行時、旧長崎区の87町が長崎市に引き継がれた。1963年以降の住居表示実施まで、ほとんどの町が消滅せずに残った。
隣接する形で、1904年に長崎港埋立事業で誕生した10町（★印）とあわせて、最後に町名変更が行われた1935年時点の95町を以下に列挙する。

#### 1935年時点の町名
- 上筑後町
- 下筑後町
- 東上町
- 西上町
- 東中町
- 西中町
- 大黒町
- 恵美須町
- 小川町
- 内中町
- 船津町
- 五島町

（本五島町・浦五島町
が1935年、合併）
- 樺島町
- 馬町
- 炉粕町
- 八百屋町
- 勝山町
- 引地町
- 桜町
- 豊後町
- 新町
- 本興善町
- 興善町
- 堀町
- 金屋町
- 今町
- 本博多町
- 平戸町
- 大村町
- 外浦町
- 萬歳町
- 今下町

- 本下町
- 江戸町
- 出来大工町
- 大井手町
- 今博多町
- 古町
- 桶屋町
- 紺屋町
- 本大工町
- 今魚町
- 酒屋町
- 袋町
- 本紺屋町
- 築町
- 新大工町
- 材木町
- 伊勢町

（元・新高麗町)
- 八幡町
- 麹屋町
- 本紙屋町
- 新橋町
- 諏訪町
- 磨屋町
- 西古川町
- 銀屋町
- 東古川町
- 本古川町
- 榎津町
- 万屋町

（元・高麗町)
- 鍛冶屋町

（今鍛冶屋町・出来鍛冶屋町
が1913年に合併）
- 今篭町
- 八坂町

（明治時代に今石灰町と新石灰町が合併）
- 油屋町
- 東濱町
- 西濱町
- 銅座町
- 本石灰町
- 丸山町
- 寄合町
- 船大工町
- 本篭町
- 出島町
- 新地町
- 広馬場町
- 梅ヶ崎町
- 常盤町
- 大浦町
- 松ヶ枝町
- 東山手町
- 南山手町
- 小曽根町
- 浪ノ平町
- 古河町
- 入江町1丁目-3丁目★
- 要町★
- 末広町1丁目-3丁目★
- 千馬町1丁目-3丁目★
- 羽衣町1丁目・2丁目★
- 元船町1丁目-5丁目★

（当初は4丁目までだったが、
1928年、5丁目を追加）
- 玉江町1丁目-3丁目★
- 台場町1丁目-4丁目★
- 尾ノ上町★
- 高砂町1丁目-4丁目★

#### 住居表示実施以降の町名
上町（うわまち）
1963年、東中町、東上町・内中町・小川町・八百屋町の一部より発足。6街区。住宅地。商店も多い。長崎放送がある。
魚の町（うおのまち）
1963年、本大工町、今魚町、酒屋町の東半・紺屋町の中島川右岸より発足。10街区。商店やマンションが多い。長崎市役所、長崎市公会堂、長崎市民会館がある。川沿いが中島川公園として整備されている。
江戸町（えどまち）
1963年、江戸町、玉江町3丁目、外浦町の南半、本下町・築町の一部より発足。10街区。長崎県庁があり、町の半分近くを県庁が占める。その他、東部に江戸町商店街があるなど、商店が多い。中央橋バス停・交差点があり、交通の要所である。
恵美須町（えびすまち）
1963年、恵美須町・船津町・五島町・大黒町・小川町の一部より発足。10街区。商店が多い。南東部4・5番を瓊の浦（たまのうら）公園が占める。長崎中央郵便局がある。
尾上町（おのうえまち）
1963年、尾ノ上町、高砂町1-4丁目より発足。8街区。JR長崎駅があり、車両基地やアミュプラザ長崎を含め、JRの敷地が町の大半を占める。そのほかには、浦上川道路沿いに若干の事業所などが見られる。国道206号が地内東端を走り、それと稲佐地区・旭町の国道202号との間に旭大橋がかかる。
金屋町（かなやまち）
1963年、今町、金屋町、堀町・五島町・船津町・小川町・豊後町・興善町の一部より発足。9街区。町内を縦断するとおりはゆるやかなカーブと坂になっている。商店やマンションが並ぶ。テレビ長崎がある。
興善町（こうぜんまち）
1963年、本興善町、新町、興善町の南半、豊後町の西半、引地町の西半、堀町の南半より発足。6街区。国道34号線が縦貫する長崎市屈指のオフィス街で、長崎市消防局、長崎市立図書館もある。
栄町（さかえまち）
1963年、袋町、本紺屋町の東半、酒屋町の西半より発足。8街区。南東を公会堂通りを通る。ビル街で、商店が多い。川沿いが中島川公園として整備されており、眼鏡橋がかかる。長崎女子商業高等学校がある。
桜町（さくらまち）
1963年、桜町、内中町、小川町の大半、豊後町の東半、引地町の東半、今魚町の一部より発足。10街区。長崎市役所があった。その他、官庁や事業所・商店も多い。国道34号と桜町通り(電車通り)との立体交差がある。
大黒町（だいこくまち）
1963年、台場町1-4丁目、大黒町・西上町・西坂町・西中町・八千代町3丁目の一部より発足。15街区。長崎駅前に商店街が広がる。ビジネスホテルも多い。長崎県交通会館がある。地内の長崎駅前交差点は市内屈指の交通量で、長崎南環状線などのバイパスが開通する以前(2000年頃)の書物では、九州最大とも。
玉園町（たまぞのまち）
1963年、上筑後町、東上町・下筑後町の一部より発足。4街区。住宅街。玉園山の斜面に面して寺院も多い。
筑後町（ちくごまち）
1963年、下筑後町・西上町・西坂町・立山町の一部より発足。11街区。商店のほかにマンションも多い。玉園山の斜面に面して寺院も多い。また、駅前という立地から旅館も存在する。
築町（つきまち）
1963年、築町・中島川右岸の大半、本下町より発足。7街区。中央橋がある。町全体に商店が多い。中央橋交差点・バス停があり、交通の要所である。また、中央橋からは鉄橋（くろがねばし、通称てつばし）が浜町との間にかかり、歩行者も多い。ちなみに、鉄橋は国道324号だが、夜間の数時間を除き歩行者専用道路である。
中町（なかまち）
1963年、西中町・恵美須町・西上町・大黒町の一部より発足。5街区。住宅地。中町教会・聖パウロ女子修道会がある。
賑町（にぎわいまち）
1963年、今下町、材木町、築町・本下町・本紺屋町の一部より発足。11街区。南東を公会堂通りを通る。商店が多い。中央公園がある。
万才町（まんざいまち）
1963年、平戸町、大村町、萬歳町、本博多町、五島町・樺島町・外浦町・本下町の一部より発足。8街区。国道34号が縦貫する長崎市屈指のオフィス街で、長崎地方裁判所、長崎地方検察庁、長崎家庭裁判所、長崎県警察本部などの官公庁もある。
新地町（しんちまち）
1964年、新地町、梅ヶ崎町・常磐町・本籠町の一部より発足。13街区。日本三大中華街として有名な長崎新地中華街がある。このほか、長崎バス新地ターミナルや、長崎ランタンフェスティバルの会場として有名な湊公園、長崎みなとメディカルセンター市民病院、ながさき出島道路の出入口がある。
出島町（でじままち）
1964年、羽衣町1-3丁目、出島町、末広町1-3丁目、千馬町1-3丁目、要町、入江町1-3丁目の北半より発足。16街区だが、7-9番は欠番。6番は扇形で有名な出島そのものであり、復元整備事業により6-9番の間の道路が外され6番に統合された。現在は観光地として整備されている。商店やホテルが立地し、長崎出島ワーフ、長崎県美術館、長崎税関がある。
油屋町（あぶらやまち）
1966年、油屋町、八坂町・本石灰町・鍛冶屋町・高平町・東小島町の一部より発足。6街区。町を縦貫する通りは国道324号に指定されているが、商店街となっており、浜市アーケード同様車の通過が困難なため酷道と言える。浜町アーケードに直結しているため、人通りが多い。
籠町（かごまち）
1966年、本籠町・梅ヶ崎町・西小島町・広馬場町、船大工町の一部より発足。ただし、旧船大工町の区域は2008年に船大工町に還っている。9街区だが、1番は欠番。商店街。旧広馬場町は現在福建通りと呼ばれる。
鍛冶屋町（かじやまち）
1966年、今篭町、鍛冶屋町・萬屋町・榎津町・銀屋町・高平町・八坂町の各一部より発足。10街区。思案橋電停から旧鍛冶屋町を縦断する鍛冶屋町通りは商店街。旧八坂町は静かな裏通りであるが、現在は高層マンションが建っている。旧今篭町は現在崇福寺通りと呼ばれ、マンションが林立する。東部には寺町から引き続き、寺院が並ぶ。
麹屋町（こうじやまち）
1966年、麹屋町の大半、本紙屋町の南半、紺屋町より発足。5街区。中通り商店街が横断する。商店が多いが、マンションも複数軒みられる。
諏訪町（すわまち）
1966年、諏訪町、新橋町、磨屋町の東半、紺屋町・西古川町の一部より発足。9街区。古川町・東古川町・銀屋町・麹屋町・八幡町同様、中通り商店街(アルコア中通り)が横断する。それ以外の通りはおおむね住宅街。諏訪小学校がある。
銅座町（どうざまち）
1966年、銅座町、西濱町の南半、築町の中島川左岸より発足。16街区。南北に主要な3本の通りが通過する。一番西は、築町通り。築町電停（現在の新地中華街停留場）を通るためその名がついたが、実は当地は旧築町の西端を少しかすめるだけである。中央は西浜通り、東は銅座町通りで、いずれも商店街。東部は飲食店街である。
浜町（はままち＝通称・はまのまち）
1966年、東濱町、西濱町の北半、萬屋町の西半、鍛冶屋町・銅座町の一部より発足。11街区。浜市アーケード・ベルナード観光通りという長崎の2大商店街が通る。詳細は浜町 (長崎市)参照。
船大工町（ふなだいくまち）
1966年、船大工町・本石灰町の一部より発足。その後、2008年、旧町名復活によりもとの町域をほぼ復元した。7街区。飲食店が多い。カステラの老舗福砂屋がある。
古川町（ふるかわまち）
1966年、東古川町、銀屋町、本古川町の東半、西古川町の大半、磨屋町の西半より発足。ただし、2007年の旧町名復活により銀屋町と東古川町が復活したため、その部分が抜け落ち、現在はコの字型の町域である。9街区だが、7番は欠番である。
丸山町（まるやままち）
1966年、丸山町・東小島町・中小島町・本石灰町の一部より発足。8街区。詳細は丸山 (長崎市)参照。
本石灰町（もとしっくいまち）
1966年、本石灰町・丸山町・船大工町・鍛冶屋町・銅座町の一部より発足。6街区。町の中央を思案橋商店街が縦断している。また、思案橋電停から商店街に入りすぐ右折すると、思案橋横丁という飲食店街がある。
八幡町（やはたまち）
1966年、八幡町の全部、本紙屋町の北半、麹屋町の一部より発足。9街区。南北に縦断する通りは、古川町から続く中通り商店街の続きである。それらと直交する横丁を中心に住宅も多い。
万屋町（よろずやまち）
1966年、万屋町の東半、榎津町、本古川町の西半、西古川町の一部より発足。6街区。万屋通り・榎津通り・本古川通り、そして町を横断するベルナード観光通りそれぞれに商店が密集する。
寄合町（よりあいまち）
1966年、旧町の境界を変更せずに住居表示を実施した。3街区。詳細は丸山 (長崎市)参照。
梅香崎町（うめがさきまち）
1973年、残された梅ヶ崎町の南半が住居表示を実施。2街区。事業所が並ぶ。
樺島町（かばしままち）
1973年、樺島町、玉江町1-2丁目より発足。11街区。住宅や、ビル、旅館が並ぶ。
五島町（ごとうまち）
1973年、住居表示を実施した。10街区。区画整理が行われたため、旧来からの町の面影はない。ビル街。
元船町（もとふなまち）
1973年、住居表示を実施した。実施時に5丁目まであった丁目を削除した。17街区。町の東端を通る通りや、バス停・電停名から、大波止とも呼ばれる。ビル街。長崎港のフェリーターミナルや、夢彩都がある。
大浦町・小曽根町・常盤町・浪の平町・東山手町・古河町・松が枝町・南山手町
1973年、住居表示を実施した。詳細は大浦 (長崎市)参照。
伊勢町（いせまち）
1981年、伊勢町の大半、出来大工町の西山川左岸、新大工町の一部より発足。4街区。新大工町とは、国道を挟んで反対側。国道沿いには商店が、伊勢町通り沿いには主に住宅が並ぶ。
新大工町（しんだいくまち）
1981年、出来大工町・新大工町・伊勢町・片淵町1丁目の一部より発足。6街区。南端に国道34号・新長崎街道が通り、発展している。中央の新大工町の本通りは、シーボルト通りの名で商店街となっている。長崎玉屋がある。
銀屋町（ぎんやまち）
2007年、旧町名復活事業として古川町より分離し発足。7街区。住宅と商業施設などが通り沿いに並ぶ。中央をアルコア中通りが横断する。
東古川町（ひがしふるかわまち）
2007年、旧町名復活事業として古川町より分離し発足。4街区。住宅と商業施設などが通り沿いに並ぶ。中央をアルコア中通りが横断する。
今博多町（いまはかたまち）
住居表示未実施。古くからの街並みが残るが、近年、マンションなども建設されている。中央を公会堂通りが横断する。
馬町（うままち）
住居表示未実施。国道沿いの町。新しく建設されたビルと、旧来からの細長いビルが入り混じる。馬町交差点付近から諏訪神社への参道が伸びる。
大井手町（おおいでまち）
住居表示未実施。古くからの街並みが残るが、近年、マンションなども建設されている。中央を公会堂通りが横断する。
桶屋町（おけやまち）
住居表示未実施。古くからの街並みが残るが、近年、マンションなども建設されている。中央を公会堂通りが横断する。桜町通り沿いに長崎警察署がある。
勝山町（かつやままち）
住居表示未実施。国道沿いの町。北半分は大半が桜町小学校の敷地である。その他、国道沿いに近代的なビルが並ぶ。
出来大工町（できだいくまち）
住居表示未実施。公会堂通り沿いに残る旧来からの町は、公会堂通りに垂直に分けられているが、この町のみ公会堂通り沿いである。西山川左岸（通称・桃の木大工町）が伊勢町に編入されたため、右岸のみがそのまま残る。
古町（ふるまち）
住居表示未実施。古くからの街並みが残るが、近年、マンションなども建設されている。中央を公会堂通りが横断する。
八百屋町（やおやまち）
住居表示未実施。一部を上町に編入し、残された町が鍵型に残る。旧来からの街並みである。
炉粕町（ろかすまち）
住居表示未実施。国道から一本入った通り沿いの町。東端の、炉粕通りと直交する諏訪参道沿いに住宅が広がるが、それ以外はビルも多い。日本銀行長崎支店がある。

### 旧上長崎村
上長崎村には10郷があった。1889年の町村制施行時、1898年、1920年に分けて長崎市に編入された。

#### 町名の変遷
まず、1889年の町村制施行時、7郷（☆印）の各一部が長崎市に編入された。1898年に7郷（※印）の各一部が長崎市に編入された。
ここまでで、8郷が長崎市に編入された。うち4郷は全域が長崎市に編入されたが、残りの4郷は一部が上長崎村に残されたものであった。長崎市に編入されなかった2郷と合わせた6郷は、1920年に長崎市に編入された。
1898年までに編入された区域は1913年に、1920年に編入された区域は1923年に郷が町に改められ、1964年以降、住居表示実施に伴い順次町名が変更された。
灰色は長崎市に編入されていない旧・上長崎村で表すことを示す。
| 1898年     | 1913年   | 1920年   | 1923年              | 1964年              | 1977～1981年             | 1989～2003年             | 現在               |
| ---------- | -------- | -------- | ------------------- | ------------------- | ------------------------ | ------------------------ | ------------------ |
| 船津郷☆※   | 西坂町   | 西坂町   | 西坂町              | 西坂町              | 西坂町                   | 西坂町                   | 西坂町             |
| 船津郷☆※   | 御船町   |          |                     | 西坂町              | 西坂町                   | 西坂町                   | 西坂町             |
| 岩原郷☆※   | 立山町   | 立山町   | 立山町              | 立山町              | 立山町                   | 立山1丁目-5丁目(1989)    | 立山1丁目-5丁目    |
| 西山郷☆※   | 上西山町 | 上西山町 | 上西山町            | 上西山町            | 上西山町                 | 上西山町                 | 上西山町           |
| 西山郷☆※   | 下西山町 | 下西山町 | 下西山町            | 下西山町            | 下西山町                 | 下西山町                 | 下西山町           |
| 西山郷     | 西山郷   | 西山郷   | 西山町1丁目-4丁目   | 西山町1丁目-4丁目   | 西山町1丁目-4丁目        | 西山本町(1995)           | 西山本町           |
| 西山郷     | 西山郷   | 西山郷   | 西山町1丁目-4丁目   | 西山町1丁目-4丁目   | 西山町1丁目-4丁目        | 西山1丁目-4丁目(1995)    | 西山1丁目-4丁目    |
| 西山郷     | 西山郷   | 西山郷   | 西山町1丁目-4丁目   | 西山町1丁目-4丁目   | 西山台1丁目・2丁目(1978) | 西山台1丁目・2丁目(1978) | 西山台1丁目・2丁目 |
| 木場郷     | 木場郷   | 木場郷   | 木場町              | 木場町              | 木場町                   | 木場町                   | 木場町             |
| 片淵郷☆※   | 片淵町   | 片淵町   | 片淵町1丁目-3丁目   | 片淵町1丁目-3丁目   | 片淵1丁目-5丁目(1981)    | 片淵1丁目-5丁目(1981)    | 片淵1丁目-5丁目    |
| 片淵郷     | 片淵郷   | 片淵郷   | 片淵町1丁目-3丁目   | 片淵町1丁目-3丁目   | 片淵1丁目-5丁目(1981)    | 片淵1丁目-5丁目(1981)    | 片淵1丁目-5丁目    |
| 夫婦川郷☆  | 夫婦川町 | 夫婦川町 | 夫婦川町            | 夫婦川町            | 夫婦川町                 | 夫婦川町                 | 夫婦川町           |
| 馬場郷☆※   | 桜馬場町 | 桜馬場町 | 桜馬場町            | 桜馬場町            | 桜馬場1丁目-2丁目(1981)  | 桜馬場1丁目-2丁目(1981)  | 桜馬場1丁目-2丁目  |
| 中川郷※    | 中川町   | 中川町   | 中川町              | 中川町              | 中川1丁目-2丁目(1981)    | 中川1丁目-2丁目(1981)    | 中川1丁目-2丁目    |
| 中川郷     | 中川郷   | 中川郷   | 鳴滝町              | 鳴滝町              | 鳴滝1丁目-3丁目(1981)    | 鳴滝1丁目-3丁目(1981)    | 鳴滝1丁目-3丁目    |
| 本河内郷   | 本河内郷 | 本河内郷 | 本河内町            | 本河内町            | 本河内町                 | 本河内1丁目-4丁目(2003)  | 本河内1丁目-4丁目  |
| 伊良林郷☆※ | 寺町     | 寺町     | 寺町                | 寺町                | 寺町                     | 寺町                     | 寺町               |
| 伊良林郷☆※ | 新中川町 | 新中川町 | 新中川町            | 新中川町            | 新中川町                 | 新中川町                 | 新中川町           |
| 伊良林郷☆※ | 伊良林町 | 伊良林町 | 伊良林町1丁目-2丁目 | 伊良林町1丁目-2丁目 | 伊良林1丁目-3丁目(1977)  | 伊良林1丁目-3丁目(1977)  | 伊良林1丁目-3丁目  |
| 伊良林郷   | 伊良林郷 | 伊良林郷 | 伊良林町1丁目-2丁目 | 伊良林町1丁目-2丁目 | 風頭町(1977)             | 風頭町(1977)             | 風頭町             |
| 伊良林郷   | 伊良林郷 | 伊良林郷 | 伊良林町1丁目-2丁目 | 伊良林町1丁目-2丁目 | 彦見町(1977)             | 彦見町(1977)             | 彦見町             |
| 伊良林郷   | 伊良林郷 | 伊良林郷 | 矢ノ平町            | 矢ノ平町            | 矢の平1丁目-4丁目(1977)  | 矢の平1丁目-4丁目(1977)  | 矢の平1丁目-4丁目  |
| 伊良林郷   | 伊良林郷 | 伊良林郷 | 矢ノ平町            | 矢ノ平町            | 白木町(1977)             | 白木町(1977)             | 白木町             |
| 伊良林郷   | 伊良林郷 | 伊良林郷 | 矢ノ平町            | 矢ノ平町            | 八つ尾町(1977)           | 八つ尾町(1977)           | 八つ尾町           |

#### 現在の町名
伊良林1丁目-3丁目（いらばやし）
1丁目から順に10,18,16街区。1丁目は中島川沿いの低地で、2・3丁目は風頭山の中腹の坂にある。いずれも住宅地。2・3丁目を縦貫する道路は1丁目ではなく矢の平につながっている。1丁目に伊良林小学校、2丁目に瓊浦高校、亀山社中跡がある。
風頭町（かざがしら）
31街区。伊良林3丁目から続く住宅地。長崎玉成短大がある。かなりの高所に位置し、市街地が一望できる景勝地。
片淵1丁目-5丁目（かたふち）
1丁目から順に13,20,22,26,13街区。ただし3-5丁目は一部住居表示未実施。西山川中流域左岸を占める広大な町。西山通り沿いに住宅街が広がる。3丁目に片淵中学校、4丁目に長崎大学片淵キャンパス（経済学部）がある。
上西山町（かみにしやま）
20街区。住宅地。南西部に鎮西大社諏訪神社および長崎公園がある。長崎公園には長崎奉行所跡などの史跡がある。
木場町（こば）
住居表示未実施。西山川上流の山間部にある農業地域で、川沿に住宅が点在する。中心集落は中央部に広がっており、北西部には西山4丁目にまたがり仁田木場集落がある。
桜馬場1丁目-2丁目（さくらばば）
1丁目は12街区、2丁目は7街区。国道34号・新長崎街道と、町内を縦貫するシーボルト通り(旧長崎街道)沿いに商業施設が密集する。住宅も多い。桜馬場中学校がある。
下西山町（しもにしやま）
16街区。住宅地。上長崎小学校がある。
白木町（しろき）
18街区。ただし住居表示未実施地区がある。英彦山中腹の山の手の住宅地。東部は山林である。愛宕小学校がある。
新中川町（しんなかがわ）
12街区。伊良林1丁目の伊良林小学校に侵食される形でいびつな形をしている。風頭山麓に階段状に開けた住宅地。
立山1丁目-5丁目（たてやま）
1丁目から順に9,16,11,12,22街区。山の中に住宅が並ぶ長崎では典型的な住宅地である。1丁目に長崎歴史文化博物館、県立長崎図書館、長崎中学校、5丁目に長崎東中学校・高校がある。
寺町（てらまち）
12街区。その名の通り、寺町通りに面して興福寺、皓台寺など多数の寺院が並び、背後の山林は墓地である。
中川1丁目-2丁目（なかがわ）
1丁目は11街区、2丁目は15街区。住宅地。路面電車の終点蛍茶屋電停がある。路面電車は国道34号沿いであるが、蛍茶屋を過ぎると日見バイパスに向け急傾斜になる。
鳴滝1丁目-3丁目（なるたき）
1丁目から順に30,17,20街区。鳴滝川沿いの住宅地。1丁目に鳴滝高校があり、2丁目のシーボルト邸跡（鳴滝塾跡）など史跡もある。
西坂町（にしざか）
20街区。山の中に住宅が階段状に並ぶ長崎では典型的な住宅地である。日本二十六聖人殉教地、NHK長崎放送局がある。
西山1丁目-4丁目（にしやま）
1丁目から順に34,35,34街区。4丁目は住居表示未実施。西山川中流域右岸を占める広大な町。1丁目は長崎東高校へ上る坂沿いに、2・3丁目は西山通り沿いに住宅地が広がる。4丁目も、3丁目までほど栄えていないながらも、県道沿いに住宅が点在する。4丁目に長崎バイパスの西山出入口がある。
西山台1丁目・2丁目（にしやまだい）
1978年、西山町4丁目、木場町、三原町、三川町の各一部を割いて発足。1丁目は25街区、2丁目は32街区。台地を切り開いて作られた新興住宅地。西山台小学校がある。
西山本町（にしやまほんまち）
25街区。住宅地。西山1丁目と2丁目の中間にある。
彦見町（ひこみ）
28街区。愛宕山腹の北東に面する、愛宕団地とも呼ばれる住宅地。
夫婦川町（ふうふがわ）
12街区。古くからの住宅地。
本河内1丁目-4丁目（ほんごうち）
1丁目から順に21,24,47街区。3丁目の一部と4丁目は住居表示未実施。1-3丁目は国道34号・県道113号沿いに住宅地が広がる。3丁目24番以降は御手水（おちょうず）とも呼ばれ、日見峠が近づくにつれて人家はまばらになっていく。4丁目・奥山集落は、アクセス路が乏しかったが、日見バイパスの開通により、アクセスが飛躍的に向上した。2丁目に聖母の騎士高校がある。
八つ尾町（やつお）
30街区。ただし住居表示未実施地区がある。白木団地とも呼ばれる住宅地。
矢の平1丁目-4丁目（やのひら）
1丁目から順に17,19,14,12街区。矢の平川沿いに住宅地が広がる。町を国道34号から愛宕方面へ縦貫する市道が走る。

### 旧下長崎村
下長崎村には3郷があった。まず、1889年の町村制施行時3郷の各一部が長崎市に編入された。そして、1898年に残りもすべて長崎市に編入された。これらの3郷は1913年までそのまま用いられた。

#### 町名の変遷
1913年に郷が町に改められ、1973年に住居表示実施に伴い町名が変更された。
| 1898年                  | 1913年   | 1973年            | 現在              |
| ----------------------- | -------- | ----------------- | ----------------- |
| 高野平郷 （こうやびら） | 高平町   | 高平町            | 高平町            |
| 高野平郷 （こうやびら） | 愛宕町   | 愛宕1丁目-4丁目   | 愛宕1丁目-4丁目   |
| 高野平郷 （こうやびら） | 愛宕町   | 桜木町            | 桜木町            |
| 高野平郷 （こうやびら） | 愛宕町   | 弥生町            | 弥生町            |
| 小島郷                  | 東小島町 | 東小島町          | 東小島町          |
| 小島郷                  | 中小島町 | 中小島1丁目-2丁目 | 中小島1丁目-2丁目 |
| 小島郷                  | 西小島町 | 西小島1丁目-2丁目 | 西小島1丁目-2丁目 |
| 小島郷                  | 上小島町 | 上小島1丁目-5丁目 | 上小島1丁目-5丁目 |
| 十善寺郷                | 館内町   | 館内町            | 館内町            |
| 十善寺郷                | 十人町   | 十人町            | 十人町            |
| 十善寺郷                | 稲田町   | 稲田町            | 稲田町            |
| 十善寺郷                | 中新町   | 中新町            | 中新町            |

#### 現在の町名
愛宕1丁目-4丁目（あたご）
1丁目から順に36,31,23,26街区。住宅地。町内を国道324号が縦断しているが、カトリック教会付近のヘアピンカーブをはじめ、カーブが連続している。町名は愛宕山に由来し、その通り町全体が斜面である。1丁目に小島小学校、長崎玉成高校がある。
稲田町（いなだ）
20街区。住宅地。小島と東山手の中間の窪地に位置する。南北に長く、町全体が斜面である。
上小島1丁目-5丁目（かみこしま）
1丁目から順に12,13,14,22,12街区。南北1.5kmという広大な町。また、低部の国道沿いは標高40~50m、頂上は200mと長崎では典型的な高低差のある町である。住宅地だが、1丁目に長崎女子高校、4丁目に小島中学校、5丁目に長崎南高校と、学校も多い。
館内町（かんない）
18街区。住宅地。古くは唐人屋敷が並んでおり、町名もそれに由来する。町内はゆるやかな坂であるが、この界隈の街の中では低平な方である。
桜木町（さくらぎ）
6街区。国立長崎病院と、ほかにもうひとつ病院があり、長崎病院に隣接する長崎特別支援学校とあわせて町の面積の大半を占める。それ以外は住宅地。
十人町（じゅうにん）
17街区。住宅地。西は東山手町に接しており、東の館内町から東山手に向けて斜面になっている。
高平町（たかひら）
26街区。風頭山のふもとから中腹までの西側斜面。南は住宅地。北の19-20,23番以降は山林。
中小島1丁目-2丁目（なかこしま）
1丁目は10街区、2丁目は16街区。住宅地。北西端には中の茶屋がある。
中新町（なかしん）
17街区。住宅地。真下をながさき出島道路のオランダ坂トンネルが縦断している。
西小島1丁目-2丁目（にしこしま）
1丁目は8街区、2丁目は17街区。住宅地。稲荷山の稜線に沿って南北に細長く伸びる町。1丁目に佐古小学校、2丁目に仁田小学校と、狭い地内に2つも小学校があったが2016年に統合され、旧左古小学校地に仁田左古小学校が開校された。
東小島町（ひがしこしま）
16街区。住宅地。崇福寺電停からのびる国道324号沿いの町で、小島地区では最も低部に位置するが、それでも国道に沿って斜面になっている。
弥生町（やよい）
20街区。住宅地。長崎女子短大がある。最も低部にあたる西端の国道324号沿い(標高140m)から東に向けて斜面になっている。

### 旧戸町村
戸町村は発足当初、5郷があった。1898年、上郷、蓑尾郷が小ヶ倉村に編入された。残った下郷・大浦郷・浪ノ平郷が長崎市に編入された。これらの3郷は1913年までそのまま用いられた。

#### 町名の変遷
1913年、郷が町に改められ、1973年以降、住居表示実施に伴い町名が変更された。
★印は1974年に町名変更されたことを示す
| 1898年   | 1913年          | 1973年             | 1990年代               | 現在               |
| -------- | --------------- | ------------------ | ---------------------- | ------------------ |
| 大浦郷   | 大浦相生町      | 相生町             | 相生町                 | 相生町             |
| 大浦郷   | 大浦出雲町      | 出雲1丁目-3丁目    | 出雲1丁目-3丁目        | 出雲1丁目-3丁目    |
| 大浦郷   | 大浦上田町      | 上田町             | 上田町                 | 上田町             |
| 大浦郷   | 大浦東町        | 大浦東町           | 大浦東町               | 大浦東町           |
| 大浦郷   | 大浦川上町      | 川上町★            | 川上町★                | 川上町             |
| 大浦郷   | 大浦下町        | 下町               | 下町                   | 下町               |
| 大浦郷   | 大浦東山町      | 東山町             | 東山町                 | 東山町             |
| 大浦郷   | 大浦日之出町    | 日の出町           | 日の出町               | 日の出町           |
| 大浦郷   | 大浦元町        | 元町               | 元町                   | 元町               |
| 大浦郷   | 大浦元町        | 椎の木町★          | 椎の木町★              | 椎の木町           |
| 大浦郷   | 大浦元町        | 高丘1丁目・2丁目★  | 高丘1丁目・2丁目★      | 高丘1丁目・2丁目   |
| 大浦郷   | 大浦元町        | 八景町★            | 八景町★                | 八景町             |
| 大浦郷   | 大浦元町        | 星取町★            | 星取1丁目・2丁目(1995) | 星取1丁目・2丁目   |
| 大浦郷   | 大浦元町        | 南町★              | 南町★                  | 南町               |
| 大浦郷   | 大浦元町        | 南が丘町★          | 南が丘町★              | 南が丘町           |
| 浪ノ平郷 | 西琴平町        | 西琴平町           | 西琴平町               | 西琴平町           |
| 浪ノ平郷 | 東琴平町        | 東琴平1丁目・2丁目 | 東琴平1丁目・2丁目     | 東琴平1丁目・2丁目 |
| 下郷     | 国分町          | 国分町             | 国分町                 | 国分町             |
| 下郷     | 小菅町          | 小菅町             | 小菅町                 | 小菅町             |
| 下郷     | 戸町1丁目-3丁目 | 戸町1丁目-3丁目    | 戸町1丁目-5丁目(1999)  | 戸町1丁目-5丁目    |

#### 現在の町名
- 国分町・小菅町・戸町1丁目-5丁目は戸町参照。
- その他の町は大浦 (長崎市)参照。

### 旧浦上山里村
浦上山里村は発足当初、5郷があった。1898年に里郷・馬込郷の一部が長崎市に編入され、残った浦上山里村には寺野郷が編入された。
編入された2郷は1913年までそのまま用いられた。
浦上山里村は、残りは1920年に長崎市に編入され、6郷は1923年の町名設置まで使用された。

#### 町名の変遷
ここでは浦上山里村に隣接した、埋立地の10町（1904年発足、★印）も便宜上、あわせて記述する。
1913年、郷が町に改められ1964年(城山町のみ1966年）、住居表示実施に伴い町名が変更された。
灰色は長崎市に編入されていない旧・浦上山里村で表すことを示す。
| 1898年                 | 1913年               | 1920年               | 1923年                              | 1940年                                    | 1964年                                    | 1988～2002年                              | 現在                                      |
| ---------------------- | -------------------- | -------------------- | ----------------------------------- | ----------------------------------------- | ----------------------------------------- | ----------------------------------------- | ----------------------------------------- |
| 宝町1丁目-4丁目★       | 宝町1丁目-4丁目★     | 宝町1丁目-4丁目★     | 宝町1丁目-4丁目★                    | 宝町1丁目-4丁目★                          | 宝町                                      | 宝町                                      | 宝町                                      |
| 井樋ノ口町1丁目-3丁目★ |                      |                      |                                     |                                           | 宝町                                      | 宝町                                      | 宝町                                      |
| 寿町1丁目-3丁目★       |                      |                      |                                     |                                           | 宝町                                      | 宝町                                      | 宝町                                      |
| 船蔵町1丁目-6丁目★     |                      |                      |                                     |                                           | 宝町                                      | 宝町                                      | 宝町                                      |
| 幸町1丁目-5丁目★       | 幸町1丁目-5丁目★     | 幸町1丁目-5丁目★     | 幸町1丁目-5丁目★                    | 幸町1丁目-5丁目★                          | 幸町                                      | 幸町                                      | 幸町                                      |
| 玉浪町1丁目-6丁目★     |                      |                      |                                     |                                           | 幸町                                      | 幸町                                      | 幸町                                      |
| 福富町1丁目-4丁目★     |                      |                      |                                     |                                           | 幸町                                      | 幸町                                      | 幸町                                      |
| 梁瀬町1丁目-6丁目★     |                      |                      |                                     |                                           | 幸町                                      | 幸町                                      | 幸町                                      |
| 八千代町1丁目-3丁目★   | 八千代町1丁目-3丁目★ | 八千代町1丁目-3丁目★ | 八千代町1丁目-3丁目★                | 八千代町1丁目-3丁目★                      | 八千代町                                  | 八千代町                                  | 八千代町                                  |
| 瀬崎町1丁目-2丁目★     |                      |                      |                                     |                                           | 八千代町                                  | 八千代町                                  | 八千代町                                  |
| 馬込郷                 | 浦上町               | 浦上町               | 浦上町                              | 浦上町                                    | 緑町                                      | 緑町                                      | 緑町                                      |
| 馬込郷                 | 御船蔵町             | 御船蔵町             | 御船蔵町                            | 御船蔵町                                  | 御船蔵町                                  | 御船蔵町                                  | 御船蔵町                                  |
| 馬込郷                 | 銭座町1丁目-2丁目    | 銭座町1丁目-2丁目    | 銭座町1丁目-2丁目                   | 銭座町1丁目-2丁目                         | 銭座町                                    | 銭座町                                    | 銭座町                                    |
| 馬込郷                 | 銭座町1丁目-2丁目    | 銭座町1丁目-2丁目    | 銭座町1丁目-2丁目                   | 銭座町1丁目-2丁目                         | 銭座町                                    | 上銭座町(1994)                            | 上銭座町                                  |
| 馬込郷                 | 銭座町1丁目-2丁目    | 銭座町1丁目-2丁目    | 銭座町1丁目-2丁目                   | 銭座町1丁目-2丁目                         | 天神町                                    | 天神町                                    | 天神町                                    |
| 馬込郷                 | 馬込郷               | 馬込郷               | 浜平町                              | 浜平町                                    | 浜平町                                    | 浜平1丁目-2丁目(1994)                     | 浜平1丁目-2丁目                           |
| 里郷                   | 坂本町               | 坂本町               | 坂本町                              | 坂本町                                    | 坂本町                                    | 坂本1丁目-3丁目(1992)                     | 坂本1丁目-3丁目                           |
| 里郷                   | 目覚町               | 目覚町               | 目覚町                              | 目覚町                                    | 目覚町                                    | 目覚町                                    | 目覚町                                    |
| 里郷                   | 茂里町               | 茂里町               | 茂里町                              | 茂里町                                    | 茂里町                                    | 茂里町                                    | 茂里町                                    |
| 里郷                   | 岩川町               | 岩川町               | 岩川町                              | 岩川町                                    | 岩川町                                    | 岩川町                                    | 岩川町                                    |
| 里郷                   | 岩川町               | 岩川町               | 岩川町                              | 岩川町                                    | 川口町                                    | 川口町                                    | 川口町                                    |
| 里郷                   | 里郷                 | 里郷                 | 浜口町                              | 浜口町                                    | 川口町                                    | 川口町                                    | 川口町                                    |
| 里郷                   | 里郷                 | 里郷                 | 浜口町                              | 浜口町                                    | 浜口町                                    | 浜口町                                    | 浜口町                                    |
| 里郷                   | 里郷                 | 里郷                 | 江平町                              | 江平町                                    | 江平町                                    | 江平1丁目-3丁目(1992)                     | 江平1丁目-3丁目                           |
| 里郷                   | 里郷                 | 里郷                 | 本尾町                              | 本尾町                                    | 本尾町                                    | 本尾町                                    | 本尾町                                    |
| 里郷                   | 里郷                 | 里郷                 | 山里町                              | 山里町                                    | 平野町                                    | 平野町                                    | 平野町                                    |
| 里郷                   | 里郷                 | 里郷                 | 山里町                              | 山里町                                    | 平和町                                    | 平和町                                    | 平和町                                    |
| 中野郷                 | 中野郷               | 中野郷               | 上野町                              | 上野町                                    | 上野町                                    | 上野町                                    | 上野町                                    |
| 中野郷                 | 中野郷               | 中野郷               | 岡町                                | 岡町                                      | 岡町                                      | 岡町                                      | 岡町                                      |
| 中野郷                 | 中野郷               | 中野郷               | 高尾町                              | 高尾町                                    | 高尾町                                    | 高尾町                                    | 高尾町                                    |
| 中野郷                 | 中野郷               | 中野郷               | 橋口町                              | 橋口町                                    | 橋口町                                    | 橋口町                                    | 橋口町                                    |
| 中野郷                 | 中野郷               | 中野郷               | 松山町                              | 松山町                                    | 松山町                                    | 松山町                                    | 松山町                                    |
| 中野郷                 | 中野郷               | 中野郷               | 松山町                              | 駒場町1丁目-2丁目                         | 松山町                                    | 松山町                                    | 松山町                                    |
| 本原郷                 | 本原郷               | 本原郷               | 本原町1丁目-3丁目                   | 本原町1丁目-3丁目                         | 本原町                                    | 本原町                                    | 本原町                                    |
| 本原郷                 | 本原郷               | 本原郷               | 本原町1丁目-3丁目                   | 本原町1丁目-3丁目                         | 扇町                                      | 扇町                                      | 扇町                                      |
| 本原郷                 | 本原郷               | 本原郷               | 本原町1丁目-3丁目                   | 本原町1丁目-3丁目                         | 小峰町                                    | 小峰町                                    | 小峰町                                    |
| 本原郷                 | 本原郷               | 本原郷               | 本原町1丁目-3丁目                   | 本原町1丁目-3丁目                         | 石神町                                    | 石神町                                    | 石神町                                    |
| 本原郷                 | 本原郷               | 本原郷               | 本原町1丁目-3丁目                   | 本原町1丁目-3丁目                         | 辻町                                      | 辻町                                      | 辻町                                      |
| 本原郷                 | 本原郷               | 本原郷               | 本原町1丁目-3丁目                   | 本原町1丁目-3丁目                         | 三原町                                    | 三原1丁目-3丁目(2002)                     | 三原1丁目-3丁目                           |
| 寺野郷                 | 寺野郷               | 寺野郷               | 城山町1丁目-2丁目 (※1966年町名設置) | 城山町1丁目-2丁目 (※1966年町名設置)       | 城山町                                    | 城山町                                    | 城山町                                    |
| 寺野郷                 | 寺野郷               | 寺野郷               | 城山町1丁目-2丁目 (※1966年町名設置) | 城山町1丁目-2丁目 (※1966年町名設置)       | 城栄町                                    | 城栄町                                    | 城栄町                                    |
| 寺野郷                 | 寺野郷               | 寺野郷               | 城山町1丁目-2丁目 (※1966年町名設置) | 城山町1丁目-2丁目 (※1966年町名設置)       | 青山町                                    | 青山町                                    | 青山町                                    |
| 寺野郷                 | 寺野郷               | 寺野郷               | 城山町1丁目-2丁目 (※1966年町名設置) | 城山町1丁目-2丁目 (※1966年町名設置)       | 立岩町                                    | 立岩町                                    | 立岩町                                    |
| 寺野郷                 | 寺野郷               | 寺野郷               | 城山町1丁目-2丁目 (※1966年町名設置) | 城山町1丁目-2丁目 (※1966年町名設置)       | 花園町                                    | 花園町                                    | 花園町                                    |
| 寺野郷                 | 寺野郷               | 寺野郷               | 城山町1丁目-2丁目 (※1966年町名設置) | 城山町1丁目-2丁目 (※1966年町名設置)       | 富士見町                                  | 富士見町                                  | 富士見町                                  |
| 寺野郷                 | 寺野郷               | 寺野郷               | 城山町1丁目-2丁目 (※1966年町名設置) | 城山町1丁目-2丁目 (※1966年町名設置)       | 若草町                                    | 若草町                                    | 若草町                                    |
| 寺野郷                 | 寺野郷               | 寺野郷               | 城山町1丁目-2丁目 (※1966年町名設置) | 城山町1丁目-2丁目 (※1966年町名設置)       | 金堀町                                    | 金堀町                                    | 金堀町                                    |
| 寺野郷                 | 寺野郷               | 寺野郷               | 城山町1丁目-2丁目 (※1966年町名設置) | 城山町1丁目-2丁目 (※1966年町名設置)       | 金堀町                                    | 城山台1丁目-2丁目(1988)                   | 城山台1丁目-2丁目                         |
| 家野郷                 | 家野郷               | 家野郷               | 大橋町                              | 大橋町                                    | 大橋町                                    | 大橋町                                    | 大橋町                                    |
| 家野郷                 | 家野郷               | 家野郷               | 家野町                              | (この後、家野町は西浦上地区とみなされる） | (この後、家野町は西浦上地区とみなされる） | (この後、家野町は西浦上地区とみなされる） | (この後、家野町は西浦上地区とみなされる） |

#### 現在の町名
青山町（あおやま）
20街区。ただし、住居表示未実施地区がある。住宅地。城山方面から小江原に向かう際の登り口である。
石神町（いしがみ）
41街区。住宅地。36-38番は丸善団地の一部である。西側は本原通りに沿う。
岩川町（いわかわ）
19街区。国道・山王通り沿いに商業施設が多い。その裏の通りは浜口町にかけて歓楽街となっている。マンションが多く立ち並ぶ。
上野町（うえの）
24街区。南はサントス通り、東はアンジェラス通りに面する住宅地。長崎南山中学・高校、如己堂・永井隆記念館がある。
江平1丁目-3丁目（えびら）
1丁目から順に32,29,19街区。坂に沿った住宅地。住宅は西側に集中し、東側は山林。江平中学校がある。町内の中央を走る通りは、狭路ながらバス通りで、そこをバスが通行する光景はテレビ番組でも紹介された。
扇町（おおぎ）
37街区。住宅地。町の形状は扇形であり、町名もこれに由来する。
大橋町（おおばし）
28街区。住宅や商業施設、事業所が並ぶ。長崎電鉄の本社・車両基地がある。大橋なる橋がありその橋は大橋町と松山町・岡町を結ぶが、下大橋・本大橋など、数本の「大橋」があり、中には大橋町をまったく通らないものある。ちなみに大橋電停や大橋バス停は松山町にある。なお、電停やバス停、交差点などは「おおはし」読みである。
岡町（おか）
11街区。住宅地で、国道やサントス通り沿いに商業施設もある。
御船蔵町（おふなぐら）
18街区。一番麓の国道には商店などの様々な施設が立ち並び、それと平行な2本の通り沿いに住宅が広がる。高層マンションも見受けられる。中央の通りに西坂小学校がある。
金堀町（かなほり）
61街区。住宅地。町全体が斜面となっており西側が標高が高くなっており、高低差が比較的大きい。西城山小学校がある。
上銭座町（かみぜんざ）
15街区。住宅地。長崎歴史民俗博物館がある。
川口町（かわぐち）
14街区。国道沿いに商業施設が多い。JR浦上駅、長崎北郵便局、長崎西洋館がある。
小峰町（こみね）
14街区。住宅地。マンション・アパートが多い。本原通り沿いには商店も多く立ち並ぶ。
幸町（さいわい）
6街区。三菱重工業長崎造船所ほか事業所が多い。三菱は町域の半分以上を占める。
坂本1丁目-3丁目（さかもと）
1丁目から順に13,32,14街区。1丁目は長崎大学坂本キャンパス・長崎大学病院が大半を占めている。2～3丁目は住宅地。2丁目に山王神社（片足鳥居）、3丁目に坂本小学校がある。
城栄町（じょうえい）
40街区。住宅地。城栄本通りの南側は城栄商店街となっている。北部は小高い丘になっていて、護国神社がある。
城山町（しろやま）
31街区。住宅地。城山小学校がある。北部は城栄町にまたがる商業地区である。
城山台1丁目-2丁目（しろやまだい）
1丁目は42街区、2丁目は38街区。新興住宅地。
銭座町（ぜんざ）
19街区。住宅地。銭座小学校がある。路面電車に銭座町電停があるが、実は電車通りは町域にあまり入っておらず、少し奥にある。ただし、西側は低地で、東に行くほど標高が上がる典型的な長崎の町である。
高尾町（たかお）
47街区。坂に沿った住宅地。高尾小学校・山里中学校がある。南西の山里中のあたりが最も低部となり、そこから北と東の2方向に住宅街が伸びており、やはり2方向に標高が高くなっていく。
宝町（たから）
12街区。事業所や商店が多い。国道206号が貫通しているため、栄えており、稲佐方面のバスが多いため、路面電車の宝町電停からバスに乗り換える客が多く見受けられる。
立岩町（たていわ）
34街区。北西部に住宅地が密集するが、それ以外は山林である。南部は稲佐山公園である。
辻町（つじ）
27街区。住宅地。22-26番は丸善団地の一部である。中央部に十字架山と呼ばれる丘がある。南側の県道沿いと西側から十字架山、および北西の丸善団地に向けて標高が高くなる。
天神町（てんじん）
14街区。住宅地。南西端は宝町に接する低地でそこから北東に向けて標高が高くなる。中央部に町名の由来となった銭座天満宮がある。
橋口町（はしぐち）
25街区。住宅地。中央を縦断するサントス通り沿いに山里小学校や中国総領事館がある。
花園町（はなぞの）
33街区。住宅地。城山地区(旧城山町)の中央部に位置し、町域は割に標高が低い。
浜口町（はまぐち）
13街区。国道・山王通り沿いに商業施設が多い。その裏の通りは岩川町にかけて歓楽街となっている。
浜平1丁目-2丁目（はまひら）
1丁目は18街区、2丁目は20街区。坂の上にある住宅地。当町も急な斜面上にある。
平野町（ひらの）
26街区。住宅地で、西の国道206号や南の山王通り沿いは商店なども多く並ぶ。長崎原爆資料館や国立長崎原爆死没者追悼平和祈念館がある。
富士見町（ふじみ）
24街区。城山地区の丘陵にある住宅地。町名は、町内から見る金比羅山が富士山に似ていることから。
平和町（へいわ）
28街区。住宅地。アンジェラス通り沿いには平和町商店街として商業施設も立ち並ぶ。北東の天主公園には原爆・戦争犠牲者の慰霊碑がある。
松山町（まつやま）
9街区。JR・路面電車より西側はビッグNスタジアムをはじめとしたスポーツ施設が並ぶ。また東側には平和公園・爆心地公園がある。以上の施設が大半を占めており、残りのわずかな部分に住宅・事業所などが並ぶ。
緑町（みどり）
13街区。小高い台地上にある住宅地。
三原1丁目-3丁目（みはら）
1丁目は45街区、2丁目は40街区、3丁目は住居表示未実施。1-2丁目は県道235号線の坂沿いに住宅が並んでいる。3丁目は山林だが、1-2丁目の境界付近に住宅が並んでいる。2丁目1～10番は丸善団地の一部である。西側は県道に沿って本原方面からの街並みが続くのに対し、北・東・南三方が山に囲まれた地形となっている。三原小学校、長崎精道小学校・中学校がある。
目覚町（めざめ）
26街区。国道・山王通り沿いに商業施設が多い。高台に外人墓地がある。
本尾町（もとお）
38街区。住宅地。浦上天主堂がある。中央が山になっており、住宅街は南北に分かれて広がる。
本原町（もとはら）
39街区。住宅地。東側と北側はバス通りになっており、その交差点付近(本原1丁目バス停付近)は商店も見受けられる。
茂里町（もり）
4街区。マンションがある以外には住宅が見られず、みらい長崎ココウォーク、長崎ブリックホールなどの商業施設・公共施設などが多い。梁川町とを結ぶ竹岩橋は北部から城山・小江原への重要な道路である。また、浦上川道路が当町から長崎駅方面へ走っている。
八千代町（やちよ）
3街区。事業所が多く、人家はない。約半分が西部ガスの敷地。
若草町（わかくさ）
18街区。住宅地。聖マリア学院小学校・中学校がある。

### 旧淵村
淵村は発足当初、浦上淵・神ノ島の2大字があり、大字浦上淵には13郷があった。1898年、大字神ノ島と小瀬戸郷、木鉢郷の一部が小榊村となり、寺野郷が浦上山里村に編入された。残った11郷が長崎市に編入された。
大字浦上淵は小榊村・浦上山里村に編入された区域はその時点をもって大字から離脱し、残りは存続した。大字浦上淵と11郷は1913年までそのまま用いられた。

#### 町名の変遷
ここでは淵村に隣接した、埋立地の4町（1904年発足、★印）も便宜上、あわせて記述する。
1913年、郷が町に改められ1965年(竹ノ久保町のみ1966年）、住居表示実施に伴い町名が変更された。
| 1898年             | 1913年                        | 1965年                                  | 現在                                    |          |
| ------------------ | ----------------------------- | --------------------------------------- | --------------------------------------- | -------- |
| 浦上淵竹ノ久保郷   | 竹ノ久保町 ※町名変更は 1966年 | 岩見町                                  | 岩見町                                  |          |
| 浦上淵竹ノ久保郷   | 竹ノ久保町 ※町名変更は 1966年 | 宝栄町                                  | 宝栄町                                  |          |
| 浦上淵竹ノ久保郷   | 竹ノ久保町 ※町名変更は 1966年 | 春木町                                  | 春木町                                  |          |
| 浦上淵竹ノ久保郷   | 竹ノ久保町 ※町名変更は 1966年 | 竹の久保町                              | 竹の久保町                              |          |
| 浦上淵竹ノ久保郷   | 竹ノ久保町 ※町名変更は 1966年 | 梁川町                                  | 梁川町                                  |          |
| 浦上淵竹ノ久保郷   | 竹ノ久保町 ※町名変更は 1966年 | 淵町                                    | 淵町                                    |          |
| 浦上淵稲佐郷       | 稲佐町1丁目-3丁目             | 稲佐町                                  | 稲佐町                                  |          |
| 浦上淵稲佐郷       | 稲佐町1丁目-3丁目             | 江の浦町                                | 江の浦町                                |          |
| 浦上淵稲佐郷       | 稲佐町1丁目-3丁目             | 曙町                                    | 曙町                                    |          |
| 浦上淵船津郷       | 旭町1丁目-4丁目               | 旭町                                    | 旭町                                    |          |
| 旭町1丁目-4丁目★   | 旭町1丁目-4丁目               | 弁天町                                  | 弁天町                                  |          |
| 旭町1丁目-4丁目★   | 旭町1丁目-4丁目               | 光町                                    | 光町                                    |          |
| 浦上淵平戸小屋郷   | 平戸小屋町                    | 平戸小屋町                              | 平戸小屋町                              |          |
| 浦上淵平戸小屋郷   | 平戸小屋町                    | 大鳥町                                  | 大鳥町                                  |          |
| 大鳥町★            | 大鳥町★                       | 丸尾町                                  | 丸尾町                                  |          |
| 外浪町★            |                               | 丸尾町                                  | 丸尾町                                  |          |
| 丸尾町1丁目-3丁目★ |                               | 丸尾町                                  | 丸尾町                                  |          |
| 浦上淵水ノ浦郷     | 水ノ浦町                      | 水の浦町                                | 水の浦町                                |          |
| 浦上淵水ノ浦郷     | 水ノ浦町                      | 大谷町                                  | 大谷町                                  |          |
| 浦上淵瀬ノ脇郷     | 瀬ノ脇町                      | 飽の浦町※                               | 飽の浦町                                | 飽の浦町 |
| 浦上淵飽ノ浦郷     | 飽ノ浦町1丁目-4丁目           |                                         |                                         |          |
| 浦上淵飽ノ浦郷     | 飽ノ浦町1丁目-4丁目           | 秋月町                                  | 秋月町                                  |          |
| 浦上淵飽ノ浦郷     | 飽ノ浦町1丁目-4丁目           | 入船町                                  | 入船町                                  |          |
| 浦上淵飽ノ浦郷     | 飽ノ浦町1丁目-4丁目           | 塩浜町                                  | 塩浜町                                  |          |
| 浦上淵岩瀬道郷     | 岩瀬道町                      | 岩瀬道町                                | 岩瀬道町                                |          |
| 浦上淵立神郷       | 西立神町                      | 西立神町                                | 西立神町                                |          |
| 浦上淵立神郷       | 東立神町                      | 東立神町                                | 東立神町                                |          |
| 浦上淵西泊郷       | 西泊町                        | 西泊町                                  | 西泊町                                  |          |
| 浦上淵木鉢郷       | 木鉢町                        | （1949年、木鉢町1丁目となり小榊地区へ） | （1949年、木鉢町1丁目となり小榊地区へ） |          |

※現・飽の浦町は瀬ノ脇町のほかに飽ノ浦町1丁目からなる。

#### 現在の町名
秋月町（あきづき）
23街区。ただし住居表示未実施地区がある。稲佐山の中腹に位置する住宅地。中秋の名月に適した土地であることが名前の由来。
飽の浦町（あくのうら）
17街区。ただし住居表示未実施地区がある。国道・県道より東側の1番は三菱重工長崎造船所。西側は住宅地。三菱の社員も多く居住する。飽の浦公園付近には商店も多い。
曙町（あけぼの）
40街区。坂に面した住宅地。稲佐国際墓地がある。稲佐町にかけて商店街が広がる。また、稲佐山登山道路が町内を縦断する。
旭町（あさひ）
28街区。住宅地。旭大橋の稲佐側の入り口があり、橋の入り口を中心に商業施設などもある。また、海沿いには食品などの工場がある。
稲佐町（いなさ）
48街区。浦上川の河口から稲佐山の頂上付近までを占める。河口には幸町との間に稲佐橋が架かる。麓は坂に面した住宅地。頂上付近は稲佐山公園となっているが、この公園は当町のほかに淵町、春木町、立岩町、大浜町の5町にまたがっている。
入船町（いりふね）
24街区。ただし住居表示未実施地区がある。住宅地。町の東端に国道202号の飽の浦トンネルが福田地区の大浜町まで伸びているが、バスの多くは町内の山道を縦断する。ヘアピンカーブや離合困難箇所がある。
岩瀬道町（いわせどう）
14街区。県道より東側の1番は三菱重工長崎造船所。西側は住宅地。住宅は山の周りを階段状に散在する。
岩見町（いわみ）
一部は旧・城山町1丁目。31街区。住宅地。東側は比較的低地であるが、中央部に斜面がある。西側の高部にショッピングセンター・メルクス長崎、稲佐山温泉ふくの湯がある。
江の浦町（えのうら）
18街区。坂に面した住宅地。東西に細長く、狭小な町である。
大谷町（おおたに）
10街区。ただし住居表示未実施地区がある。坂に面した住宅地。東西に細長い町である。
大鳥町（おおとり）
23街区。ただし住居表示未実施地区がある。坂に面した住宅地。住宅は登山道路のがけ下に密集する。丸尾中学校がある。同年廃止された旧大鳥町（現・丸尾町）とは関係はない。
塩浜町（しおはま）
住居表示未実施地区。住宅地。飽の浦トンネルの坑口があり、坑口で東西に住宅が地が分断されている。
竹の久保町（たけのくぼ）
22街区。住宅地。長崎西高校がある。川沿いであるが、長崎西高は比較的高台にある。
西立神町（にしたてがみ）
15街区。県道より東側の1番は三菱重工長崎造船所。西側は住宅地。東立神町との境の坂道に住宅が密集する。
西泊町（にしどまり）
26街区。住宅地。南側には工場も散見される。西立神町・木鉢町両側の境に立神トンネル・西泊トンネルがある。木鉢町との間はトンネルを通らず峠道もあるが、峠の部分に西泊中学校がある。
春木町（はるき）
19街区。住宅地。稲佐山中腹を通り、城山台へ向かうバイパス道路ののぼり口である。
東立神町（ひがしたてがみ）
28街区。県道より東側の7番は三菱重工長崎造船所。西側は住宅地。西立神町との境の坂道や、桜谷神社へ向かう坂道に住宅が密集する。
光町（ひかり）
18街区。幸町との間に稲佐橋が架かる。住宅は少なく、事業所が多い。
平戸小屋町（ひらどごや）
21街区。坂に面した住宅地。朝日小学校がある。東西に細長い町である。
淵町（ふち）
28街区。住宅地で、他に病院やレジャー施設もある。南部に長崎ロープウェイ淵神社駅がある。三菱のスポーツ施設がある。
弁天町（べんてん）
18街区。東部の国道沿いに事業所などが並び、西部は住宅地。稲佐警察署がある。
宝栄町（ほうえい）
24街区。住宅地。活水高校がある。
丸尾町（まるお）
7街区。住宅もあるが、大半が三菱電機の敷地。
水の浦町（みずのうら）
8街区。ただし住居表示未実施地区がある。坂に面した住宅地。水の浦公園付近には商店も並ぶ。
梁川町（やながわ）
31街区。住宅地だが、川沿いに商店も並ぶ。淵中学校がある。

### 旧小ヶ倉村・福田村・茂木町ほか
以下、1938年以降編入の区域であるが、中央地域センター管轄になっている区域について記述する。
上戸町・上戸町1丁目-4丁目・新戸町1丁目-4丁目
旧小ヶ倉村（1898年まで戸町村）上郷・蓑尾郷。詳細は戸町参照。
小江原1丁目-5丁目（こえばる）
旧福田村小江原郷、小江原町（-2003年）。街区数は1丁目から順に36,42,38,44,26街区。
長崎市城山地区・油木地区と柿泊地区のちょうど峠の部分にある住宅地で、標高はおよそ200m弱である。
1丁目は最も古く開発された地区で、小江原団地・長崎北高校がある。2丁目は小江原第二団地・小江原小学校がある。3-4丁目は先の2つの団地より新しく開発された小江原ニュータウンを占め、桜が丘小学校もある。また3丁目はボン小江原団地も含む。5丁目は県道112号線沿いに大平集落（1-9,26番）があり、柿泊町との境界付近にスイートタウン夢が丘団地（10-25番）がある。
三景台町（さんけいだい）
1982年、田上町・早坂町（以上茂木地区）・弥生町の各一部を割いて発足した町。34街区。もとはスカイランド(レジャーランド三景台)という遊園地であったが、閉園後、住宅街として再開発された。名前の由来は長崎港・茂木港・雲仙岳を望むことから。

## 他の地域センター管内
長崎市では1938年以降に編入した区域に支所を置いていた。また、2005年以降に編入した区域には行政センターを置いていた。

前述の通り、これらが地域センターに改組された。

以下の地域センターの管轄下にある区域の各町の詳細および行政区域の変遷については、各項目の「町」の項を参照されたい。
小ヶ倉
新小が倉1-2丁目、小ケ倉町1-3丁目、大山町、ダイヤランド1-4丁目
土井首
磯道町、古道町、三和町、土井首町、毛井首町、平瀬町、鶴見台1-2丁目、米山町、柳田町、草住町、京太郎町、鹿尾町、竿浦町、江川町、八郎岳町、末石町、平山町、平山台1-2丁目
小榊
木鉢町1-2丁目、みなと坂1-2丁目、小瀬戸町、神ノ島町1-3丁目
西浦上
岩屋町、住吉町、住吉台町、中園町、若葉町、家野町、千歳町、花丘町、泉町、泉1-3丁目、文教町、赤迫1-3丁目、西北町、若竹町、柳谷町、錦1-3丁目、音無町、西町、白鳥町、清水町、緑が丘町、江里町、三芳町、油木町、昭和1-3丁目、女の都1-4丁目、大手1-3丁目、三川町、川平町、けやき台町、三ツ山町、畦別当町
滑石
(※行政区域の変遷は西浦上を参照)
滑石1-6丁目、大園町、大宮町、北栄町、北陽町、虹が丘町、横尾1-5丁目、葉山1-2丁目、エミネント葉山町
福田
大浜町、小浦町、福田本町、小江町、柿泊町、手熊町、上浦町
深堀
深堀町1-6丁目、大籠町
日見
芒塚町、宿町、界1-2丁目、網場町、春日町、潮見町
茂木
茂木町、田上1-4丁目、早坂町、北浦町、飯香浦町、太田尾町、田手原町、宮摺町、大崎町、千々町
式見
式見町、向町、相川町、見崎町、牧野町、園田町、四杖町
東長崎
矢上町、平間町、高城台1-2丁目、鶴の尾町、現川町、田中町、東町、かき道1-6丁目、松原町、古賀町、つつじが丘1-5丁目、中里町、船石町、川内町、上戸石町、戸石町、牧島町
三重
松崎町、三重町、三重田町、樫山町、畦町、三京町、京泊1-3丁目、さくらの里1-3丁目、畝刈町、豊洋台1-2丁目、鳴見町、鳴見台1-2丁目、多以良町
香焼
香焼町
伊王島
伊王島町1-2丁目
高島
高島町
野母崎
以下宿町、野母崎樺島町、黒浜町、高浜町、南越町、野母町、脇岬町
外海
永田町、上黒崎町、下黒崎町、西出津町、東出津町、新牧野町、赤首町、神浦扇山町、神浦北大中尾町、神浦上大中尾町、神浦下大中尾町、神浦丸尾町、神浦江川町、神浦上道徳町、神浦下道徳町、神浦口福町、神浦向町、神浦夏井町、上大野町、下大野町、池島町
三和
蚊焼町、川原町、為石町、椿が丘町、藤田尾町、布巻町、晴海台町、宮崎町
琴海
琴海尾戸町、琴海大平町、琴海形上町、長浦町、琴海戸根原町、琴海戸根町、琴海村松町、西海町

## 脚註
1. ↑  2017年10月1日より、市民生活部市民課が4つの総合事務所に改組され、各支所・行政センターは地域センターに改組された。元々本庁直轄であった地区に市役所併設という形で「中央地域センター」が新設された。“支所・行政センターが「地域センター」へ変わりました”.   長崎市役所. 2017年12月2日閲覧。“長崎市組織規則”.   長崎市例規集. 2017年12月2日閲覧。
2. ↑  長崎の宗教史を垣間見る風景「伊勢宮神社」ナカジン、長崎市
3. ↑  長崎の町名なるほど大辞典長崎市
4. ↑  八坂町川船長崎市
5. ↑  「長崎のチンチン電車」宮川・田栗著
6. ↑  同キャンパスは1905年設立の長崎高商の片淵校地を継承したものである。
7. ↑  1898年～1913年発行の 長崎県公報 の記事に、「(大字)浦上淵」の表記が複数個所見える。